# Jalmari Eskola
Jalmari Johannes Eskola Eskola, detto Lauri (Karinainen, 16 novembre 1886 – Turku, 7 gennaio 1958), è stato un mezzofondista finlandese.
Prese parte ai Giochi olimpici di Stoccolma 1912 vincendo la medaglia d'argento nel cross a squadre con i connazionali Hannes Kolehmainen e Albin Stenroos.

## Palmarès
| Anno | Manifestazione  | Sede      | Evento            | Risultato | Prestazione | Note |
| ---- | --------------- | --------- | ----------------- | --------- | ----------- | ---- |
| 1912 | Giochi olimpici | Stoccolma | Cross individuale | 4º        | 46'54"8     |      |
| 1912 | Giochi olimpici | Stoccolma | Cross a squadre   | Argento   | 11 p.       |      |